# Эйкен, Лиам
Лиам Падрик Эйкен (англ. Liam Padraic Aiken; род. 7 января 1990, Нью-Йорк, США) — американский актёр кино и телевидения. Более известен по ролям Бена Харрисона в фильме «Мачеха» и Клауса Бодлера в фильме «Лемони Сникет: 33 несчастья».

## Биография
Лиам Эйкен сын телеведущего MTV Билла Эйкена (умер в 1992 году) и ирландки Мойи Эйкен. Учился в школе имени Двайета Энглвуда, во время учёбы впервые снялся в рекламе автомобилей «Форд», после чего его стали приглашать на различные роли в кино. Самой первой серьёзной ролью была роль Неда Грима, сына Фэй Грим и Генри Фула, в фильме американского режиссёра Хэла Хартли «Генри Фул» в 1997 году. Его мать была в восторге от его ранней карьеры и хотела, чтобы он снимался в фильмах, к тому же нужно было платить за обучение.
Первой яркой ролью стала роль Бена Харрисона в популярном и по сей день фильме «Мачеха». За эту роль он получил премию Young Actor Age Ten or Younger. Съёмки вместе с Джулией Робертс и Сьюзен Сарандон позволили ему пробиться в мир кино. В 2002 году он появляется в фильме «Проклятый путь», а в 2003 году снялся в главной роли в семейном фильме «Лохматый спецназ».
Лиам пробовался на роль Гарри Поттера, но проиграл Дэниелу Рэдклиффу из-за того, что Джоан Роулинг хотела, чтобы в фильмах играли актеры исключительно родом из Великобритании. После нескольких неудачных проб, в 2004 году ему всё же достаётся одна из главных ролей в фильме «Лемони Сникет: 33 несчастья» в роли сироты Клауса Бодлера. В марте 2009 года Эйкен был приглашён на роль Джонни Паппаса в триллере «Убийца внутри меня», где снялся со звёздами Голливуда Кейси Аффлеком, Кейт Хадсон, Джессикой Альбой.
Номинировался на премии 5 раз, но получил только одну за роль в фильме «Мачеха».
Осенью 2008 поступил в Нью-Йоркский Университет, где изучал киноискусство и телевидение.

## Фильмография
| Год  |     | Русское название                      | Оригинальное название                           | Роль             |
| ---- | --- | ------------------------------------- | ----------------------------------------------- | ---------------- |
| 1997 | ф   | Генри Фул                             | Henry Fool                                      | Нед              |
| 1998 | ф   | Монтана                               | Montana                                         | ребёнок          |
| 1998 | ф   | Объект моего восхищения               | The Object of My Affection                      | Нейтан           |
| 1998 | ф   | Мачеха                                | Stepmom                                         | Бен Харрисон     |
| 1998 | с   | Закон и порядок                       | Law & Order                                     | Джек Эриксон     |
| 1999 | кор | Я помню                               | I Remember                                      | Джо              |
| 2000 | ф   | Я мечтала об Африке                   | I Dreamed of Africa                             | Эмануэль Галлман |
| 2001 | ф   | Площадь восстания                     | The Rising Place                                | Эммет Уайлдер    |
| 2001 | ф   | Сладкий ноябрь                        | Sweet November                                  | Эбнер            |
| 2002 | ф   | Проклятый путь                        | Road to Perdition                               | Питер Салливан   |
| 2002 | с   | Закон и порядок: Преступное намерение | Law & Order: Criminal Intent                    | Робби Бишоп      |
| 2003 | ф   | Лохматый спецназ                      | Good Boy!                                       | Оуэн Бейкер      |
| 2004 | ф   | Лемони Сникет: 33 несчастья           | Lemony Snicket's A Series of Unfortunate Events | Клаус Бодлер     |
| 2006 | ф   | Фэй Грим                              | Fay Grim                                        | Нед Грим         |
| 2007 | с   | Закон и порядок                       | Law & Order                                     | Тори Куинлан     |
| 2009 | с   | Закон и порядок: Преступное намерение | Law & Order: Criminal Intent                    | Джейсон          |
| 2010 | ф   | Убийца внутри меня                    | The Killer Inside Me                            | Джонни Паппас    |
| 2011 | с   | Одарённый человек                     | A Gifted Man                                    | Майло Холт       |
| 2012 | ф   | Уже не дети                           | Electrick Children                              | Уилл             |
| 2012 | ф   | Девочки против мальчиков              | Girls Against Boys                              | Тайлер           |
| 2012 | ф   | Норд-истер                            | Nor'easter                                      | Джош Грин        |
| 2013 | с   | Безумцы                               | Mad Men                                         | Роло             |
| 2013 | ф   | Как быть мужиком                      | How to Be a Man                                 | Брайан           |
| 2013 | кор | Мюнхгаузен                            | Munchausen                                      | сын              |
| 2014 | ф   | Нед Райфл                             | Ned Rifle                                       | Нед Райфл        |
| 2015 | ф   | Граница                               | The Frontier                                    | Эдди             |
| 2015 | ф   | Weepah — путь сейчас                  | Weepah Way for Now                              | Рид              |
| 2016 | кор | Истории отчуждённости: Николас        | Tales of Estrangement: Nicolas                  | Николас          |
| 2016 | ф   | Как ягнята                            | Like Lambs                                      | Чарли Мастерс    |
| 2017 | ф   | Ферма Онор                            | The Honor Farm                                  | Синклер          |
| 2017 | мф  | Эмоджи фильм                          | The Emoji Movie                                 | Ронни            |
| 2018 | с   | Умираю со смеху                       | I'm Dying Up Here                               | Ховард           |
| 2020 | ф   | Бладхаунд                             | The Bloodhound                                  | Фрэнсис          |
| 2021 | ф   | Башира                                | Bashira                                         | Энди Монровиа    |
| 2022 | кор | Солдатское сердце                     | A Soldier's Heart                               | Уильям           |